# Kim Ji-young, nacida en 1982
Kim Ji-young, nacida en 1982 (coreano: 82년생 김지영) es una novela de Cho Nam-joo. La trama se centra en una ama de casa que se convierte en madre que se queda en casa y luego sufre depresión. Se centra en el sexismo cotidiano que la protagonista sufre desde su juventud.
El libro fue publicado en coreano en 2016 por Minumsa, y ha vendido más de un millón de ejemplares hasta el 27 de noviembre de 2018, convirtiéndose en la primera novela coreana con un millón de ejemplares vendidos desde «Por favor, cuida a mamá» de Shin Kyung-sook en 2009. La versión en español fue traducida por primera vez por Joo Hasun y publicada por la Editorial Alfaguara en 2019.

## Contexto
La autora Cho Nam-Joo aseguró haber retratado en la novela una vida parecida a la suya, mostrando la violencia y discriminación que existe contra las mujeres en Corea del Sur. Según una evaluación sobre igualdad económica de género realizado por el Foro Económico Mundial, Corea del Sur es uno de los países con más marcada desigualdad, quedando por debajo de naciones menos desarrolladas como India, Nepal o Liberia. Cho se basó en datos estadísticos como los proporcionados por la OCDE sobre la brecha salarial en el país para mostrar que la historia era una situación común en el país.

## Argumento
El libro narra la historia de vida de Kim Ji-young, una mujer surcoreana de 33 años con el nombre más común en el país. Un día la protagonista comienza a hablar con las voces de otras mujeres. 
Al igual que su nombre, la vida de Kim Ji-young es la vida normal de cualquier mujer surcoreana: dificultades para conseguir entrevistas laborales, acoso en la escuela y el trabajo, bajos salarios, entre otros problemas comunes en uno de los países con mayor desigualdad de género.

## Recepción
El libro ha sido descrito como «un terremoto que ha sacudido a las mujeres de medio mundo». Para The Korean Herald, la novela llevó las preocupaciones de las mujeres al debate público. El editor de Scribner Chris White comparó las páginas del libro con Henry James y Jean Rhys «por su vulnerabilidad y sufrimiento».
A pesar de la popularidad de la novela y su oportuno mensaje sobre el sexismo en Corea del Sur, surgió la controversia cuando la cantante Irene, miembro del grupo Red Velvet, compartió durante una reunión de fans que había leído el libro; no obstante, varios de sus fans masculinos que se disgustaron por como era retratado el hombre coreano, comenzaron a criticarla; se dice que llegaron a quemar y cortar fotos de Irene.
En 2020, el libro ya había vendido más de un millón de copias y ha sido traducido a diferentes idiomas. Ha servido de inspiración al movimiento feminista del país. La novela inspiró cambios en la legislación coreana contra la discriminación de género en el trabajo, llamadas leyes Kim Ji-young.